# 毛果齿缘草
毛果齿缘草（学名：Eritrichium lasiocarpum）为紫草科齿缘草属的植物，是中国的特有植物。分布于中国大陆的西藏等地，生长于海拔4,600米至4,850米的地区，常生于山坡岩石和石缝，目前尚未由人工引种栽培。